# 钻石王牌B！！青道高中管乐社
《钻石王牌B！！青道高中管乐社》（日语：／ Daiya no Burasu Seidō Kōkō Sui-Sō Gaku Bu）是日本一部有关铜管乐题材的校园喜剧漫画作品，原作为寺嶋裕二，而作画为马笼Yahiro（馬籠ヤヒロ）。该作品于讲谈社旗下《周刊少年Magazine》的应用程序Magazine Pocket上连载。第一部连载周期为2015年第38号到2016年第25号；而第二部连载周期为2016年第27号到2017年第5.5号。《钻石王牌B！！青道高中管乐社》是同在《周刊少年Magazine》连载的作品《钻石王牌》的衍生作品。

## 故事简介
初中时代就被名门青道高中选中成为其管乐社成员—泽村荣纯立志成为这支管乐队的王牌，不过在他成为正式成员第一天就迟到了！泽村很快发现不仅自己很有个性，和自己同为一年级新社员的降谷晓、小凑春市都也很有个性；甚至二年级、三年级的前辈社员通通都是很有个性的人。为了称霸全国，小号手泽村荣纯与长号手降谷晓、长笛手小凑春市以及指挥者御幸一也开始了不分日夜的辛苦练习。

## 出场人物

### 青道高中
被称为是管乐社届豪强级别的名门高中，校内有一所类似市民厅的演奏大厅。和《钻石王牌》设置不同的是，《钻石王牌B》中的校服是制服。

#### 管乐社
| 姓名 | 社内身份        | 负责乐器        | 备注 |
| 一年级 → 二年级 | 一年级 → 二年级 | 一年级 → 二年级 | 一年级 → 二年级 |
| --- | --------------- | --------------- | --- |
| 泽村荣纯 （沢村栄純） | 乐手            | 小号            | 在初中时代就被定期观看演奏会的片冈铁心发掘，以成为王牌的目标加入了青道高中管乐社。在入社后的第一次早间活动上就迟到了，同时还发生了诸如为了让别人听自己演奏而强行登台等问题。在第一天的演奏时就被发现与乐谱完全不同，结果才知道他完全不识谱。因为他既不认识谱号，又不会读乐谱，所以经常被泷川·克里斯·优称为“笨拙小号手”。但在小凑春市严厉而不顾一切地训练下，泽村终于学会了读谱。当他的演奏和前辈们合起来的时候，引发了极大的骚动和高兴。 |
| 降谷晓 （降谷暁） | 乐手            | 长号            | 一个在任何地方都能睡着的人。他是在升学指导白熊的推荐下进入青道高中。和泽村一样不识谱，但也是在小凑春市严厉的教导下学会了读谱。 |
| 小凑春市 （小湊春市） | 乐手            | 长笛            | 乍看是个老实和善的人，但却是腹黑兄弟组之弟弟。他能够用自己的乐器召唤动物和怪物。 |
| 金丸信二 （金丸信二） | 乐手            | 萨克斯管        | 管乐社内对乐理知识及音乐圈常识了解最多的人，所以一直非常努力。和泽村相比，前辈对他的态度更为严格，因此他在努力成为一个坚强的人。 |
| 东条秀明 （東条秀明） | 乐手            | 低音提琴        | 被金丸认为和自己一样具有知识储备的人，但他很容易被周围气氛所影响。 |
| 二年级 → 三年级 |                 |                 | |
| 御幸一也 （御幸一也） | 指挥            | 小低音号        | 在管乐社担任了两年指挥的前辈社员，但却为了掩饰自己迟到的事情而欺骗泽村荣纯；同时他的状态非常好。他与泽村的关系良好，常常同进同出；不过由于他性格中的阴暗面，导致他与同年级的社员关系一般。 |
| 仓持洋一 （倉持洋一） | 乐手            | 萨克斯管        | 在第二部中成为乐队副队长。他与泽村荣纯、增子透及后来升入春道高中的浅田浩文一个寝室。 |
| 川上宪史 （川上憲史） | 乐手            | 单簧管          | |
| 前园健太 （前園健太） | 乐手            | 圆号            | 和仓持一同在第二部成为新一届乐队的副队长。御幸一也揶揄他是头脑不好的同级生。因为误会了增子透的建议，与圆号合二为一了。 |
| 白州健二郎 （白州健二郎） | 乐手            | 双簧管          | |
| 樋笠昭二 （樋笠昭二） | 乐手            | 大号            | 在作品里只会说“嘶（シュー）”。 |
| 麻生尊 （麻生尊） | 乐手            | 单簧管          | 情人节时，因为羡慕收到巧克力并在活动室内吃巧克力的社员，所以自己买了巧克力来吃。 |
| 关直道 （関直道） | 乐手            | 单簧管          | |
| 木岛泠 （木島澪） | 乐手            | 长笛            | 非常崇拜小凑亮介，甚至在考虑事情的时候会优先想亮介会如何。 |
| 渡边久志 （渡辺久志） | 乐手            | 圆号            | 分析能力非常强。 |
| 三年级 → 四年级 |                 |                 | |
| 注：在《钻石王牌B！！青道高中管乐社 act2》中，结成一代单独升级成为四年级生。他们的教室似乎与御幸一代差不多，但绝不是留级。 |                 |                 | |
| 结城哲也 （結城哲也） | 乐手            | 中音萨克斯管    | 可以用气场发出声音。 |
| 伊佐敷纯 （伊佐敷純） | 乐手            | 打击乐器        | 给自己的乐器起了自己非常喜爱的少女漫画名字并倾注了自己全部的爱，对轰雷市破坏乐器的行为感到非常愤怒。有“疯狗纯”的绰号。 |
| 增子透 （増子透） | 乐手            | 小号            | 喜欢给正在联系的后辈发放饭团。 |
| 小凑亮介 （小湊亮介） | 乐手            | 长笛            | 小凑春市的亲哥哥。喜欢将丹波光一郎的乐器换成葱来当成恶作剧。腹黑兄弟组之哥哥。 |
| 丹波光一郎 （丹波光一郎） | 乐手            | 单簧管          | 即使自己的乐器被亮介换成葱也依然用来演奏的天然呆。为了将不施农药的“黑管葱”带入黑管演奏界而准备大学选择农业专业。 |
| 泷川·克里斯·优 （滝川・クリス・優） | 指挥            | 小号            | 被誉为“天才小号手”，同时也在指挥上发挥了自己的才能，但因为指挥棒用得太多而导致肩膀受伤。他的第18号作品是“无声音乐剧”，可以在不挥动指挥棒的情况下让人感受到音乐的魅力。 |
| 宫内启介 （宮内啓介） | 乐手            | 打击乐器        | 有着“钢铁宫内”的称号。在登场的每个画面都会发出鼻息声。 |
| 楠木文哉 （楠木文哉） | 乐手            | 萨克斯管        | 在管乐社的分乐器组集训时，用羊毛毡做出了类似金丸信二的人偶。 |
| 初中生 → 一年级 |                 |                 | |
| 结成将 （結城将） | 乐手            | 大号            | 结城哲也的弟弟。他自信地表示想演奏所有的乐器，因为不想降低自己的可能性。 |
| 奥村光舟 （奥村光舟） | 指挥            | 小号            | |
| 濑户拓马 （瀬戸拓馬） | 乐手            | 单簧管          | 青道高中校内为数不多的吐槽角色之一。经常向同寝室的前辈金丸信二请教吐槽秘籍。 |
| 由井薰 （由井薫） | 乐手            | 低音提琴        | |
| 浅田浩文 （浅田浩文） | 乐手            | 圆号            | 从了解敌人开始准备自己的类型。 |
| 最上武 （最上武） | 乐手            | 长笛            | 非常期待提高前辈对自己的好感度。 |
| 九鬼洋平 （九鬼洋平） | 乐手            |                 | 原本和金丸信二、东条英秀在初中时代同校同级，却因为三明治延髓斩导致骨折而推迟入学。 |
| 毕业生（OB） |                 |                 | |
| 东清国 （東清国） |                 |                 | 拥有“东家秘传小号技”，可以像玩玩具一般轻松演奏小号。另，“东家秘传小号技”并非东清国家的祖传秘技，而是他于初中时代在一家乐器店所找到的。 |
| 监督 / 顾问老师 |                 |                 | |
| 片冈铁心 （片岡鉄心） | 监督            |                 | 在定期演奏会上看中了初中时代的泽村荣纯。在作品中有非常多的洗澡镜头，喜欢吃椒盐荷包蛋。在管理上有许多吐槽的地方，比如举办新学期安慰旅行、捉虫大会之类。 |
| 太田一义 （太田一義） | 社长            |                 | 非常喜欢川上宪史，以致于爱屋及乌地区为他支持的垒球社应援。 |
| 落合博光 （落合博光） | 教练            |                 | 知道所有社员的推特账号，对于他们在上面的质疑会以评论的形式答复。他的推特账号名为“落合（おちあい）”，头像是一只猫。 |

#### 垒球社
- 吉川春乃（吉川春乃）：青道高中垒球社一年级社员。虽然加入了梦寐以求的垒球社，但是在技术上还属于初学者。曾因为寻找被误投进校舍的垒球而看到了泽村荣纯与降谷晓进行全裸特训的地方。场上位置是投手，似乎可以投出超快速球。

- 藤原贵子（藤原貴子）：青道高中垒球社三年级社员。捕手。在全副装备下也能和击球手保持同样的速度，上垒速度非常快。

- 梅本幸子（梅本幸子）：青道高中垒球社三年级社员。外野手。

- 夏川唯（夏川唯）：青道高中垒球社三年级社员。內野手。

- 高岛礼（高島礼）：为了表达对管乐社平时支持的感谢，特意制作了饭团。她在饭团中加入了柠檬酸味、蜂蜜味及巧克力味的蛋白和纳豆等食材，结果差点害死泽村等人。在寻找仓持洋一的时候，曾以管乐社代理顾问老师的身份访问仓持的家。

### 稻城实业高中
- 成宫鸣（成宮鳴）：高三（登场时为高二），负责乐器为小号。他也擅长弹奏吉他，在夏季大赛时就表演过。

- 多田野树（多田野樹）：高二（登场时为高一），乐队指挥并负责单簧管。他曾试图将那些个性强烈的社员团结在一起，但他却对出任指挥感到惭愧。对于他的首次演出，被形容为“一位母亲偶然间听到自己儿子在房间里高歌”。他与情况与自己类似的金丸信二有些志气相投。

- 神谷·卡洛斯·俊树（神谷カルロス俊樹）：高三（登场时为高二），负责乐器为萨克斯管。在释放了自己野心的多田野树的指挥下，他所演奏的乐器也发生了变化，并且当时他是全裸的。

- 白河胜之（白河勝之）：高三（登场时为高二），负责乐器为圆号。将多田野树的乐谱换成了偶像写真集，说一年级的新生应该要感受到更多的鞭策。

- 山冈陆（山岡陸）：高三（登场时为高二），负责乐器为打击乐器。三国志的爱好者。

- 矢部浩二（矢部浩二）：高三（登场时为高二）。

- 原田雅功（原田雅功）：毕业生（登场时为高三），乐队指挥，擅长的乐器为大号。喜欢将有怪癖的人集中到管乐社。

- 吉泽秀明（吉沢秀明）：毕业生（登场时为高三），擅长的乐器为长号。

- 平井翼（平井翼）：毕业生（登场时为高三），擅长的乐器为长笛。

### 明川学园
- 杨舜臣（楊舜臣）：高二，负责的乐器是双簧管。他是泽村与御幸在乐器店购物的时候所认识，他不仅对乐器店所有乐器的价格和库存了如指掌，还常常推荐价廉物美的日常品。目前，杨舜臣已经开始了自己电视购物领域的职业。

- 尾形一成（尾形一成）：管乐社监督。曾不顾一切滥用社团经费，直至杨舜臣加入之前，管乐社的费用一直入不敷出。

### 药师高中
- 轰雷市（轟雷市）：高二（登场时为高一），负责的乐器为打击乐器。虽然负责打击乐器，但是他也擅长小号。

### 市大三高
- 真中要（真中要）：高三。丹波光一郎称呼他为“小要（かっちゃん）”。

- 天久光圣（天久光聖）：高二，负责的乐器是萨克斯管。不说话，和人用心语交流。不过在某个场景里，他和真中要用一个声音说话。

### 黑士馆高中
- 财前直行（財前直行）：高三。负责的乐器是小号。

### 仙泉学园
- 真木洋介（真木洋介）：高二。在夏季大赛时，因为体型太大而无法从舞台侧面幕布区登台。

### 樱泽高中
- 长绪阿基拉（長緒アキラ）：高三，负责的乐器是小号。长绪阿基拉也擅长演奏泰勒明和马头琴。

- 菊川早苗（菊川早苗）：监督。虽然所在学校的管乐社参加了夏季大赛，但同时还要求他们参加本校的模拟测验，因此他会代替学生在舞台上演唱。

### 鹈久森高中
- 梅宫圣一（梅宮聖一）：高二，负责的乐器是小号。梅宫圣一是一个即使被鲨鱼咬了头也还会坚持吹小号的人，同时他的内心很和善。他经常会忘记穿裤子，而且还擅长弹钢琴。

- 松原南朋（松原南朋）：高二，负责的乐器是长笛。松原南朋拥有“王位指挥者”的美誉，也有和小凑亮介较量的本事。

### 其他
- 峰富士夫（峰富士夫）：记者。

- 大和田秋子（大和田秋子）：记者。眼镜控，非常喜欢御幸一也与杨舜臣。

## 出版情报
| 作品名称                         | 册 | 出版日期       | 出版社                 | 国际标准书号       |
| -------------------------------- | -- | -------------- | ---------------------- | ------------------ |
| 钻石王牌B！！青道高中管乐社      | 1  | 2015年11月17日 | 讲谈社Comics（讲谈社） | ISBN 9784063955484 |
| 钻石王牌B！！青道高中管乐社      | 1  | 2018年2月7日   | 东立出版社             | ISBN 9789864864935 |
| 钻石王牌B！！青道高中管乐社      | 2  | 2016年2月17日  | 讲谈社Comics（讲谈社） | ISBN 9784063956078 |
| 钻石王牌B！！青道高中管乐社      | 2  | 2018年7月19日  | 东立出版社             | ISBN 9789864864942 |
| 钻石王牌B！！青道高中管乐社      | 3  | 2016年8月17日  | 讲谈社Comics（讲谈社） | ISBN 9784063957082 |
| 钻石王牌B！！青道高中管乐社      | 3  | 2019年5月27日  | 东立出版社             | ISBN 9789864864959 |
| 钻石王牌B！！青道高中管乐社 act2 | 1  | 2016年10月17日 | 讲谈社Comics（讲谈社） | ISBN 9784063957839 |
| 钻石王牌B！！青道高中管乐社 act2 | 2  | 2017年2月17日  | 讲谈社Comics（讲谈社） | ISBN 9784063958218 |